# Koseidon
Koseidon  (Kyôryû sentai Koseidon) è una serie televisiva giapponese in 52 episodi trasmessi per la prima volta nel corso di 2 stagioni dal 1978.
È una serie del genere Tokusatsu incentrata sulle vicende del supereroe Go, a capo di una pattuglia di viaggiatori nel tempo che hanno il compito di sconfiggere alcuni alieni, giunti sulla Terra 70 milioni di anni fa, che hanno alterato il corso del tempo. 

## Trama
In futuro il viaggio nel tempo è diventato realtà con la scoperta dei tachioni e gli esseri umani possono viaggiare liberamente tra il periodo Cretaceo dell'era Mesozoica e il presente, stabilendo una colonia sulla Terra del passato. La Time G-Men Koseidon Squad, che gestisce la gigantesca macchina del tempo dello Space-Time Administration Bureau, la Koseidon, protegge chi si mette in viaggio verso la quarta dimensione.
Nel 2001 il Giappone viene colpito da raggi di calore e freddo estremo e si scopre che la causa risale al periodo Cretaceo dell'era Mesozoica. In risposta a questa situazione anomala viene inviata la Koseidon, che incontra la principessa Altasiya, una fuggitiva extraterrestre, e il suo assistente robot, Big Rajii. Gli alieni Godmess, gli invasori che li avevano inseguiti, puntano sulla Terra come nuovo obiettivo di invasione e iniziano la conquista anche con agguerriti dinosauri comandati a livello telepatico dagli alieni.

## Produzione
La serie fu prodotta da Tsuburaya Productions Sebbene Uchiyama Ishii, Takahashi Yasuo e Tsuburaya Satoshi siano accreditati come autori della storia originale, in realtà l'ambientazione di base è stata creata dagli sceneggiatori Tsuji Masaki e Nagasaka Hideyoshi.
È uno dei tre programmi televisivi conosciuti come la " Trilogia dei dinosauri di Tsuburaya " ed è il terzo della serie. A differenza dei due film precedenti, questo film è stato realizzato interamente con riprese dal vivo, senza alcuna animazione. L'ambientazione contiene molti elementi che riflettono il boom della fantascienza all'epoca della sua uscita, come i paradossi temporali e gli alieni simili a piante; anche gli elementi visivi sono stati influenzati dal film americano Star Wars , che ha innescato quel boom.
Gli alieni Godmess sono forme di vita intelligenti evoluitesi dalle piante e destinate a rivivere come cloni anche dopo la morte. La prima stagione è strutturata come un dramma serializzato, cosa relativamente rara per una serie Tokusatsu. Tuttavia, a partire dalla seconda stagione, la fazione Godmez ha introdotto l'avanguardia dell'invasione nota come "Terror Beasts" e la serie è passata a uno stile più ortodosso di storie composte da un episodio singolo.

## Distribuzione
La serie fu trasmessa in Giappone dal 1978. In Italia è stata trasmessa dal 1981 su reti locali con il titolo Koseidon.

## Sigla
La sigla italiana Koseidon, è stata incisa dai Superobots.

## Episodi
| Stagione         | Episodi | Prima TV Giappone              |
| ---------------- | ------- | ------------------------------ |
| Prima stagione   | 26      | 7 luglio 1978-29 dicembre 1978 |
| Seconda stagione | 26      | 5 gennaio 1979-29 giugno 1979  |

Elenco degli episodi nell'edizione italiana:
Prima stagione
1. L'avventura incomincia
2. I godomesu invadono la terra
3. Il tunnel spazio-tempo
4. Braccato dai godomesu
5. Lotta per lo scettro perduto
6. Zaki il terribile
7. Lo scettro cosmico
8. La principessa Altasia
9. La spia
10. Altasia in pericolo
11. Il ritorno di robot
12. Un assassino dall'oscurità
13. Il segreto dello scettro
14. Destru
15. Garias
16. La trappola
17. La gibra
18. I due clandestini
19. La palude verde
20. Gas nervino
21. Il ritorno alla fiducia
22. Un'arma pericolosa
23. La caverna
24. Non si vive di sola scienza
25. Il piccolo dinosauro
26. Eledon

Seconda stagione
1. Un sogno ritrovato
2. Vittoria
3. Il padrone del tempo
4. Cacciatori di frodo
5. Jacky
6. L'amore vince
7. La piccola peste
8. Il ragazzo che odiava i dinosauri
9. La dolce musica
10. Il seme cosmico
11. Fratello
12. Frankenstein
13. Minacce mortali
14. L'articolo 21
15. La terribile arma
16. Il super uranio
17. Il mutante
18. Graffiti
19. Bracconieri
20. Supersaurus
21. Satal
22. Mostro!
23. Epidemia
24. Un grande amore
25. Nova
26. L'avventua continua